# IAI Searcher
IAI Searcher (від англ. searcher — пошуковець), (Форпост — російська ліцензійна модифікація) — сімейство тактичних розвідувальних безпілотних авіаційних комплексів, розроблених ізраїльським концерном Israel Aerospace Industries.
Основним завданням БПЛА є ведення повітряної розвідки, в тому числі в зоні бойових дій; також може використовуватися для вказання цілей, наведення і коректування вогню артилерії.
В росії було створено модифікацію «Форпост-Р» та «Форпост-РУ» з можливістю нанесення ударів малокаліберними боєприпасами.

## Історія
Перша модель апарата «Searcher» була представлена публіці на виставці Asian Aerospace в 1990 році. Прийнято на озброєння Армією оборони Ізраїлю в 1992 році, всього було закуплено близько 200 апаратів. Експортувався в ряд країн.
«Searcher Mk II» був вперше представлений публіці на виставці Singapore Air Show в лютому 1998 року і прийнятий на озброєння в Ізраїлі в червні 1998 року.
Пізніше був розроблений «Searcher Mk III»

## Варіанти і модифікації

### Searcher

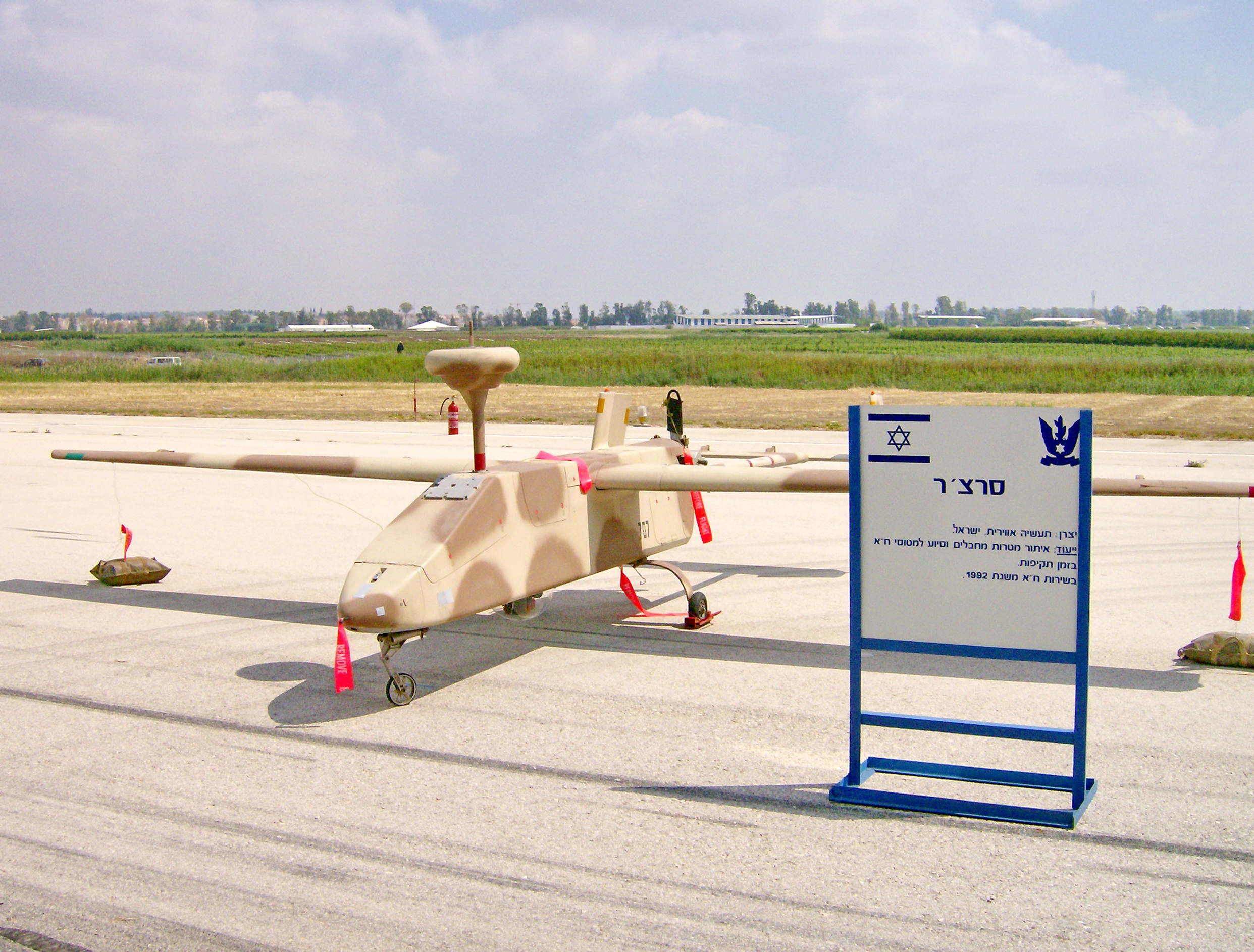
Searcher 1

Спочатку на IAI Searcher встановлювався поршневий двигун Сач потужністю 35 к.с. з дволопатеввим штовхаючим гвинтом, але потім він був замінений на більш потужний — Лімбах L 550 з трилопатевим штовхаючим гвинтом.

#### ЛТХ Searcher
- Розмах крила, м: 7.22
- Довжина, м: 5.15
- Висота, м: 1.16
- Маса, кг:
  - порожнього: 207
  - корисного навантаження: 63
  - палива: 102
  - максимальна злітна: 372
- Тип двигуна: 1 × Limbach L 550
- Потужність, к.с.: 1 × 47
- Максимальна швидкість, км / год: 198
- Крейсерська швидкість, км / год: 194
- Дальність дії, км: 220
- Тривалість польоту, год: 12-14
- Практична стеля, м: 4575

### Searcher II

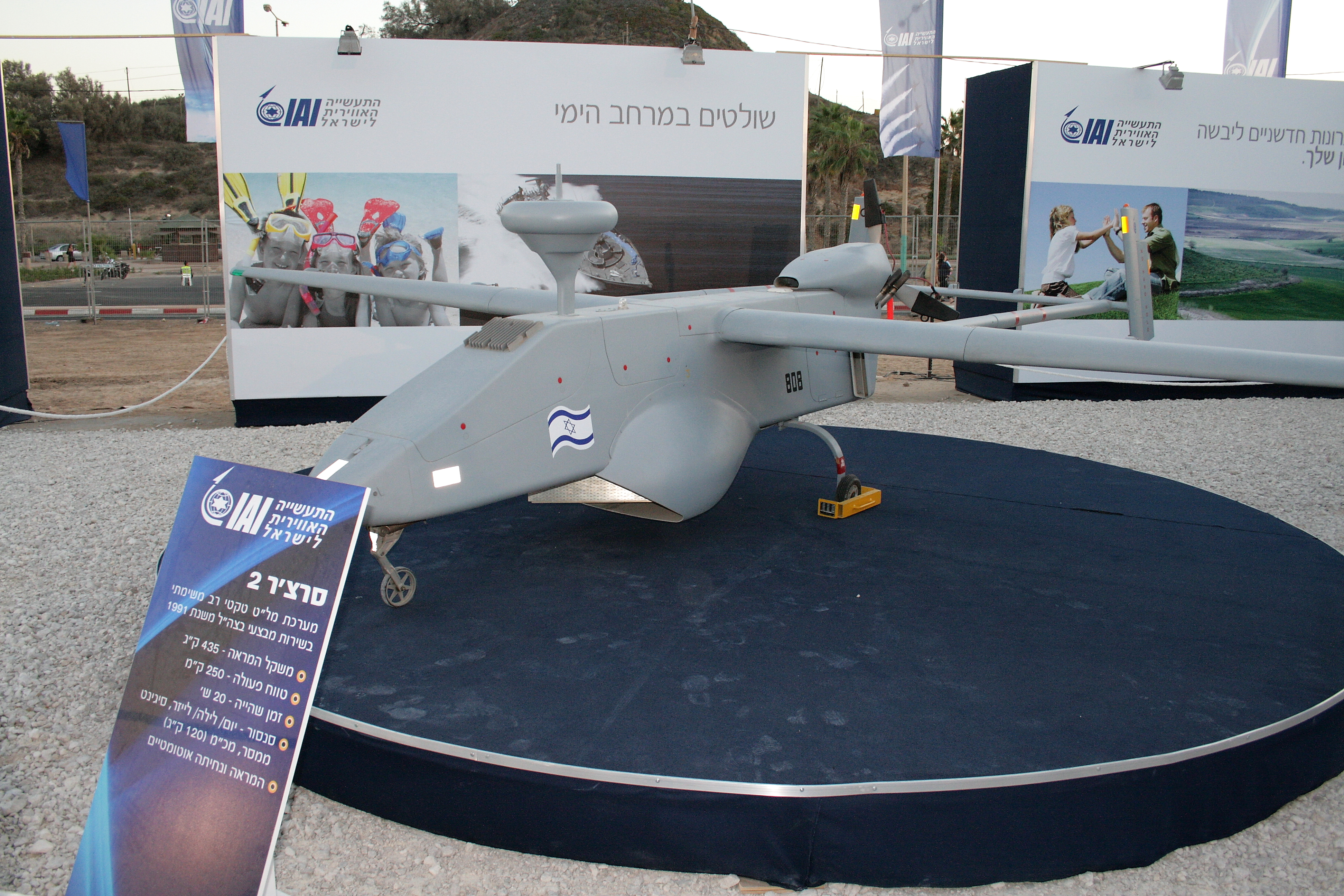
Searcher II

На Searcher II встановлено поршневий двигун UEL AR 68-1000 потужністю 83 к. с. з трилопатевим штовхаючим гвинтом. БПЛА обладнаний комплексом MOSP (Multimission Optronic Stabilised Payload) TV / FLIR з системою передачі для GCS в реальному часі або розвідувальним контейнером з радаром з синтезованою апертурою (SAR). Також може комплектуватися кольоровою CCD відеокамерою. Запуск Searcher II відбувається як зі звичайного непідготовленого злітного майданчику, так і за допомогою пневматичної катапульти або ракетних прискорювачів.

#### ЛТХ Searcher II
- Розмах крила, м: 8.55
- Довжина, м: 5.85
- Висота, м: 1.16
- Маса, кг:
  - корисного навантаження: 120
  - палива: 110
  - максимальна злітна: 436
- Тип двигуна: 1 × Limbach L 550
- Потужність, к. с.: 1 × 47
- Максимальна швидкість, км / год: 200
- Крейсерська швидкість, км / год: 146
- Дальність дії, км: 250
- Тривалість польоту, год: 15-18
- Практична стеля, м: 7010

### «Форпост»

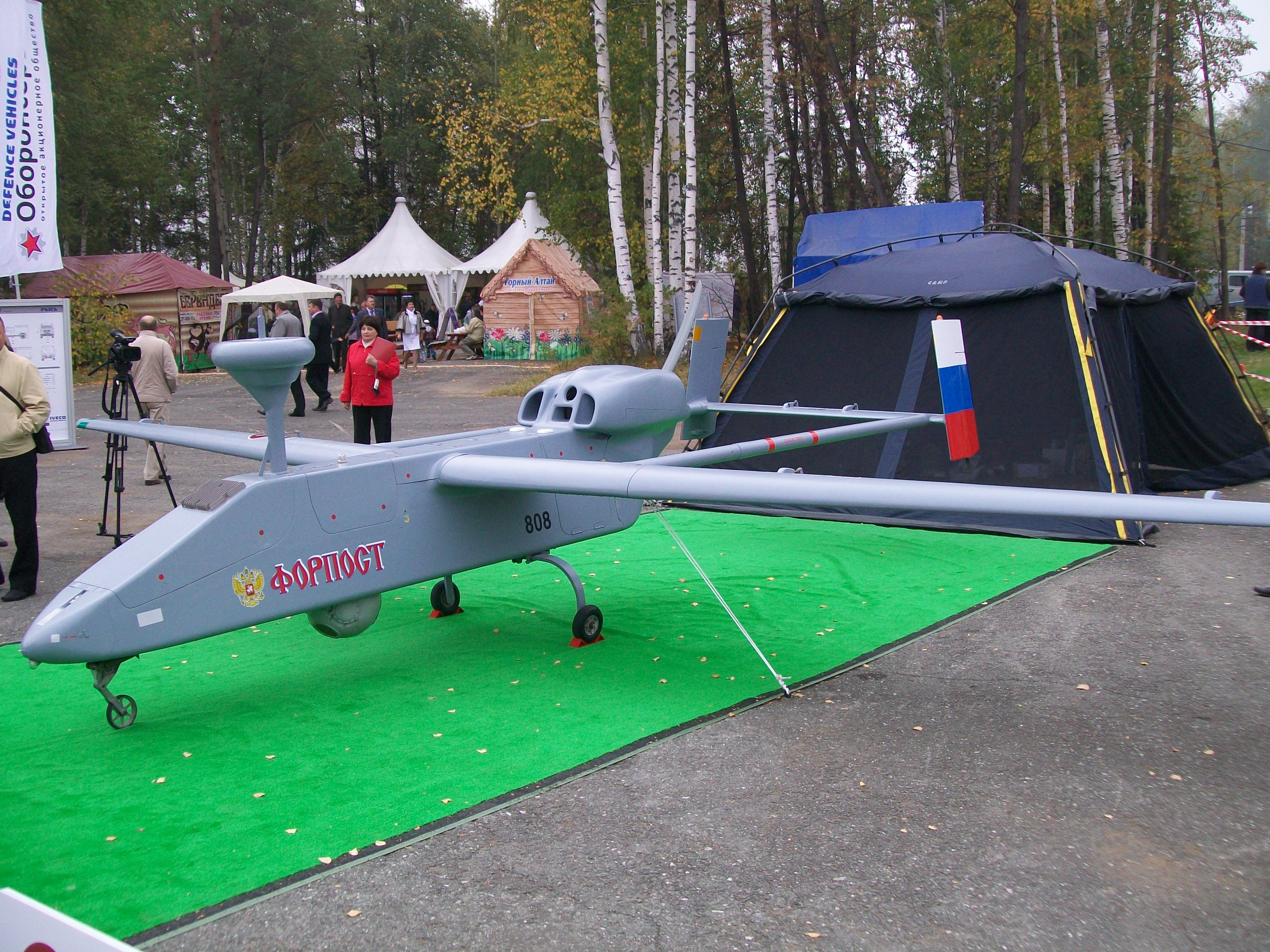
БПЛА «Форпост»

В квітні 2009 року Росія придбала партію БПЛА BirdEye 400 та Searcher 2 за $54 млн. Трохи згодом того ж року було замовлено іще 36 літальних апарати за $100 млн. Третя угода вартістю $400 млн була укладена в жовтні 2010 року на збирання БПЛА в Росії з початку 2012 року та постачанням до російської армії з 2014 року.
З 2012 року Росія почала випуск БПЛА «Форпост» — ліцензійної копії Searcher 2, на потужностях ВАТ «Уральський завод цивільної авіації» (УЗЦА).
Станом на січень 2014 року, повідомлялося про передачу 6 БПЛА «Форпост» і наземної станції керування на озброєння загону безпілотної авіації, сформованому на авіабазі Єлізово, Камчатка.

### «Форпост-Р»
У серпні 2019 року, Міністерством оборони Росії було продемонстровано модернізований безпілотник «Форпост-Р» зі злітною масою 500 кг і тривалістю польоту до 18 годин на висоті до 6000 метрів.
Він був створений на досвіді застосування безпілотних платформ у Сирії та на Донбасі, де вже було втрачено декілька одиниць «Форпост».
Крім іншого, нова модель отримала дві точки підвіски для малокаліберних керованих боєприпасів КАБ-20. Таким чином, окрім суто розвідувальних місій, БПЛА став і ударним.
На міжнародній оборонній виставці IDEX-2025 в Абу-Дабі російський виробник безпілотних апаратів повідомив про появу нової версії відомого російського безпілотника “Форпост” з радіолокатором для контролю за об’єктами супротивника та видачі цілевказівок для військових підрозділів.

## Бойове застосування

### Російсько-українська війна
Безпілотники сімейства Searcher, як ізраїльського, так і російського виробництва, були використані російськими силами у війні на сході України та під час російського вторгнення в Україну. Такі безпілотники базувалися у військовому аеропорту в м. Таганрозі Відомо про щонайменше 5 збитих безпілотників Searcher і «Форпост» під час бойових дій в Україні до лютого 2022 року:
- серпень 2014 року, IAI Searcher, бортовий номер 920, збитий в районі с. Вільхівчик (колишнє с. Новопетрівське)[13][14][15].
- осінь 2014 року[16], IAI Searcher, бортовий номер 905,[12] знайдений під Новокатеринівкою.[17].
- жовтень 2014 року[16] IAI Searcher, бортовий номер 916[12].
- 20 травня 2015 року, «Форпост», бортовий номер 923[18][19] (4 травня 2015 повідомлялося про збитий IAI Searcher без подробиць[20])
- жовтень 2016 року, IAI Searcher, бортовий номер 915[21].

Та після початку повномасштабного вторгнення росіян на територію України 24 лютого 2022 року:
- 11 березня 2022 року, був уражений «Форпост» на Житомирщині[22].
- 2 травня 2022 року на Одещині воїни зенітного ракетного підрозділу Повітряних Сил Збройних Сил України ліквідували черговий БПЛА «Форпост»[23].
- 7 травня 2022 року на Одещині підрозділами повітряного командування «Південь» був виявлений та знищений черговий розвідувально-ударний БПЛА «Форпост»[24].
- 1 липня 2022 року на Миколаївщині зенітним ракетним підрозділом повітряного командування «Південь»[25].
- 4 липня 2022 року «Форпост» упав на приватний будинок в російському Таганрозі, спалахнула пожежа, будинок згорів ущент. Про жертви та причини падіння не повідомляли[26].
- 11 січня 2023 року Форпост-РУ у Бєлгородській області у районі селища Сєвєрний, зазнав падіння.[27]
- 11 вересня 2023 року в районі острова Зміїний сили протиповітряної оборони України збили ворожий дрон.[28]
- 1 квітня 2024 року в акваторії Чорного моря, воїнами зенітної ракетної Одеської бригади було знищено «Форпост»[29][30][31].
- 20 квітня 2024 року пілотами дрона-перехоплювача 414-ї окремої бригади БпС ЗСУ «Птахи Мадяра» було уражено бпла "Форпост-РУ" в Курській області.[32]

### Російська інтервенція до Сирії
Безпілотники Searcher використовувалися Росією у військовій кампанії у Сирії
В січні 2018 року угрупування «Нур-аль-дін аль-Зінки» заявило про збиття російського БПЛА на північному сході провінції Хама. На оприлюднених ними фотографіях було видно рештки літального апарата, схожого на БПЛА «Форпост».
11 липня 2018 року, ізраїльські військові ракетою ЗРК MIM-104 Patriot збили БПЛА неподалік селища Бурайка в провінції Ель-Кунейтра над демілітаризованою територією поблизу Голанських висот. Речник армії оборони Ізраїлю повідомив, що БПЛА був під постійним спостереженням та залетів на 10 км вглиб території Ізраїлю. Згодом було встановлено що цей БПЛА — російський «Форпост».
На початку серпня 2021 року між населеними пунктами Кафр Нуран та Аль-Джин на захід від Алеппо був збитий БПЛА «Форпост-Р».

## На озброєнні
- Азербайджан — 5 Searcher II, станом на 2012 рік[35].
- Ізраїль
- Індія — замовлено 100 Searcher II на загальну суму $ 750 млн[36], 7 червня 2002 один БПЛА цього типу був збитий пакистанським винищувачем F-16B над територією Пакистану; в лютому 2012 року під час навчань розбився ще один; в грудні 2013 — ще один (реєстраційний номер INAS 922)
- Іспанія — в 2007 році був підписаний контракт на поставку 4 Searcher Mk II-J загальною вартістю $ 20 млн.
- Кіпр
- Республіка Корея
- Росія — за даними ЦАМТО, в квітні 2009 року були закуплені два «Searcher Mk.2» за 12 млн доларів США; 13 жовтня 2010 року підписано контракт вартістю $ 300 млн на збірку Searcher II з ізраїльських комплектуючих на Казанському вертолітному заводі.
- Сінгапур
- Таїланд
- Республіка Китай
- Шрі-Ланка
- Еквадор — 4 шт. закуплені в 2009 році, 24 січня 2014 один БПЛА (номер AN-251) розбився.[37][38]